# Hettang
| okres / system                         | epoka / oddział   | wiek / piętro | Wiek (mln lat) |
| -------------------------------------- | ----------------- | ------------- | -------------- |
| kreda                                  | wczesna           | berrias       | młodsze        |
| jura                                   | górna (malm)      | tyton         | 145,0–152,1    |
| jura                                   | górna (malm)      | kimeryd       | 152,1–157,3    |
| jura                                   | górna (malm)      | oksford       | 157,3–163,5    |
| jura                                   | środkowa (dogger) | kelowej       | 163,5–166,1    |
| jura                                   | środkowa (dogger) | baton         | 166,1–168,3    |
| jura                                   | środkowa (dogger) | bajos         | 168,3–170,3    |
| jura                                   | środkowa (dogger) | aalen         | 170,3–174,1    |
| jura                                   | wczesna (lias)    | toark         | 174,1–182,7    |
| jura                                   | wczesna (lias)    | pliensbach    | 182,7–190,8    |
| jura                                   | wczesna (lias)    | synemur       | 190,8–199,3    |
| jura                                   | wczesna (lias)    | hettang       | 199,3–201,3    |
| trias                                  | późny             | retyk         | starsze        |
| Podział jury według ICS, sierpień 2012 |                   |               |                |

Hettang (ang. Hettangian)
- w sensie geochronologicznym: najstarszy wiek wczesnej jury w erze mezozoicznej, trwający według przyjmowanego do 2012 roku przez Międzynarodową Komisję Stratygrafii podziału jury około 3 milionów lat (od 199,6 ± 0,6 do 196,5 ± 1,0 mln lat temu)[1]; w roku 2012 Komisja poprawiła datowanie na od 201,3 ± 0,2 do 199,3 ± 0,3 mln lat temu[2]. Hettang jest młodszy od retyku (trias) a starszy od synemuru.
- w sensie chronostratygraficznym: najniższe piętro dolnej jury, wyższe od retyku a niższe od synemuru. Stratotyp hettangu nie został jeszcze zatwierdzony. Dolną granicę wyznacza pierwsze wystąpienie amonita Psiloceras planorbis (Sowerby, 1824).

Nazwa piętra (wieku) pochodzi od nazwy miejscowości Hettange-Grande w północno-wschodniej Francji.

## Fauna hettangu

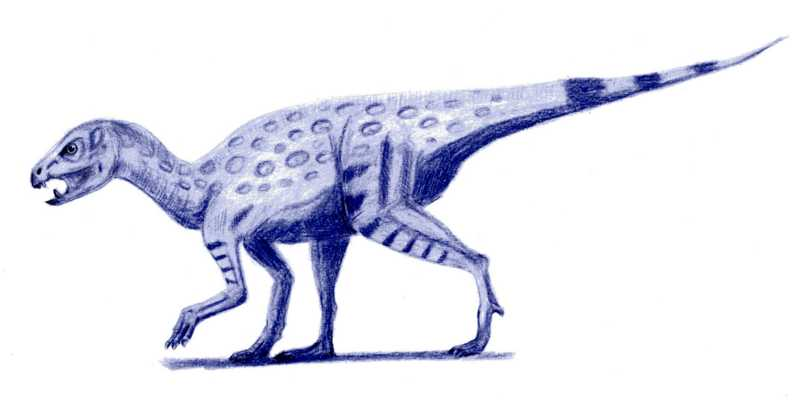
Heterodontozaur

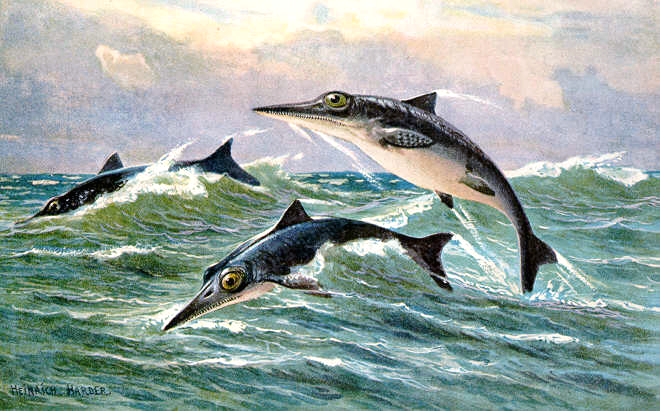
Ichtiozaur

### Ssaki
- Haramiya – wieloguzkowiec

### Ankylozaury
- Scelidozaur – scelidozaur; Anglia, Arizona
- Skutellozaur – scelidozaur lub bazalny tyreofor; Arizona

### Pozostałe ptasiomiedniczne
- Abriktozaur – heterodontozaur; Lesotho, Kraj Przylądkowy w Południowej Afryce
- Heterodontozaur – heterodontozaur; Kraj Przylądkowy
- Lanazaur – heterodontozaur; Wolne Państwo w RPA
- Likorin – heterodontozaur; Kraj Przylądkowy
- Fabrozaur – fabrozaur; Lesotho
- Stormbergia – RPA, Lesotho

### Ichtiozaury
- Ichtiozaur – Ichthyosauridae; Grenlandia, Niemcy, Chiny, Kanada, USA
- Leptonektes – Ichthyosauridae; Belgia, Wielka Brytania, Niemcy, Szwajcaria

### Plezjozaury
- Makroplata – pliozaur, Anglia
- Rhomaleosaurus – pliozaur, Anglia